# کامیانکی-چابایه
کامیانکی-چابایه (به لهستانی:  Kamianki-Czabaje) یک روستا در لهستان است که در گمینا پژسمکی واقع شده‌است.
 کامیانکی-چابایه  ۲۰۰ نفر جمعیت دارد.